# Stolas helleri
Stolas helleri es una especie de insecto coleóptero de la familia Chrysomelidae.
Fue descrita científicamente en 1915 por Spaeth.